# Mike (minissérie)
Mike (bra: Mike: Além de Tyson) é uma minissérie de drama americana. Centrada na vida do boxeador Mike Tyson, estreou no Hulu em 25 de agosto de 2022.

## Descrição
Mike explora a história dinâmica e controversa de Mike Tyson. A minissérie explora os tumultuados altos e baixos da carreira de boxe e vida pessoal de Tyson: de ser um amado atleta internacional a ser criticado e vice-versa. Sem perder o foco em Mike Tyson, a série também examina o racismo e o classismo nos Estados Unidos, a fama e o poder da mídia, a misoginia, a divisão da riqueza, a promessa do sonho americano e, finalmente, o papel do público na história de Mike.

## Elenco

### Principal
- Trevante Rhodes como Mike Tyson
- Russell Hornsby como Don King

### Recorrente
- Harvey Keitel como Cus D'Amato
- Laura Harrier como Robin Givens
- Grace Zabriskie como Camille D'Amato
- Oluniké Adeliyi como Lorna Mae, a mãe de Mike Tyson
- TJ Atoms como Barkim, um amigo
- Li Eubanks como Desiree Washington

## Episódios
Oito episódios foram anunciados.
| N.º | Título        | Dirigido por    | Escrito por                         | Lançamento            |
| --- | ------------- | --------------- | ----------------------------------- | --------------------- |
| 1   | "Thief"       | Craig Gillespie | Steven Rogers                       | 25 de agosto de 2022  |
| 2   | "Monster"     | Craig Gillespie | Steven Rogers                       | 25 de agosto de 2022  |
| 3   | "Lover"       | Craig Gillespie | Keisha Zollar                       | 1 de setembro de 2022 |
| 4   | "Meal Ticket" | Craig Gillespie | Darnell Brown                       | 1 de setembro de 2022 |
| 5   | "Desiree"     | Tiffany Johnson | Karin Gist & Samantha Corbin-Miller | 8 de setembro de 2022 |
| 6   | "Jailbird"    | Tiffany Johnson | Samantha Corbin-Miller              | 8 de setembro de 2022 |

## Lançamento
Mike foi lançada nos Estados Unidos através do Hulu, na América Latina através do Star+ e internacionalmente no Disney+ via Star em 25 de agosto de 2022.

## Recepção

### Recepção crítica
O site [[agregador de críticas Rotten Tomatoes relatou uma taxa de aprovação de 45% com base em 29 críticas, com uma classificação média de 6.4/10. O consenso dos críticos do site diz: "Esta cinebiografia não autorizada do Homem Mais Malvado do Planeta é inegavelmente ambiciosa, pois pesa as muitas contradições do lendário boxeador, mas acaba se destacando com uma execução desigual." O Metacritic, que usa uma média ponderada, atribuiu uma pontuação de 53 em 100 com base em 20 críticas, indicando "críticas mistas ou médias".

### Reação de Mike Tyson
Tyson não estava envolvido com a série e criticou o Hulu por produzi-la.